# ペドロ・アルカサール
ペドロ・アルカサール（Pedro Alcazar、1975年8月25日 - 2002年6月24日）は、パナマのプロボクサー。パナマシティ出身。元WBO世界スーパーフライ級王者。防御が巧みな強打の技巧派選手。

## 来歴
1995年9月30日、プロデビュー、結果は2回TKO勝利。
1998年5月16日、WBOインターコンチネンタルスーパーフライ級王者アレックス・サーベドラの持つ王座に挑戰し10回TKO勝ちで王座を獲得した。
1999年11月17日、WBAフェデラテンスーパーフライ級王者マルコス・サンチェスの持つ王座に挑戰し12回2-1の判定勝ちで王座を獲得した。
2001年4月3日、WBOラテンアメリカスーパーフライ級王者セルジオ・ペレスの持つ王座に挑戰し12回3-0の判定勝ちで王座を獲得した。
2001年6月16日、WBO世界スーパーフライ級王者アドニス・リバスと対戦し、12回2-1(2者が116-112、114-116)の判定勝ちを収め王座を獲得した。
2001年10月5日、ホルヘ・オテロと対戦し12回3-0の判定勝ちを収め初防衛した。
2002年6月22日、ネバダ州ラスベガスのMGMグランド・ガーデン・アリーナで元WBO世界フライ級王者フェルナンド・モンティエルと対戦し、6回1分16秒TKO負けを喫し2度目の防衛に失敗した。しかし敗戦直後は意識があったがその後、頭に異常を訴え病院で診察を受け軽い症状と診断を受けた。その2日後の6月24日、帰国直前に会場ホテルの部屋でシャワーを浴びている時に倒れそのまま急死した。26歳没。

## 獲得タイトル
- WBOインターコンチネンタルスーパーフライ級王座
- WBAフェデラテンスーパーフライ級王座
- WBOラテンアメリカスーパーフライ級王座
- WBO世界スーパーフライ級王座(防衛1)